# Улановский, Александр Петрович
Александр Петрович Улано́вский (имя при рождении — Израиль Хайкелевич Улановский, партийная кличка Алёша Буланов, Алёша Чёрный, оперативные псевдонимы — Ulrich, William Berman, Nathan Sherman; 24 декабря 1891, Кишинёв, Бессарабская губерния — 1971, Москва) — советский разведчик-нелегал (в прошлом революционер-анархист), глава советской нелегальной резидентуры в США в 1931—1934 годах, резидентуры в Дании в 1935 году.

## Начало биографии
Родился в Кишинёве, был старшим ребёнком в семье портного Хайкеля Хаим-Аврумовича Улановского (родом из Александровска) и Хавы Сруловны (Евы Израилевны) Улановской (в девичестве Куричёвой). Родители поженились за год до его рождения, в 1890 году. Через какое-то время после рождения 12 октября 1906 года младшего брата Бера вместе с родителями (и братьями Давидом и Лейбом, сёстрами) переехал в Керчь.

## Анархист
Был членом Южнорусской федерации анархических групп (1908). В 1910 году арестован и сослан в Туруханский край за революционную деятельность, где находился одновременно со И. В. Сталиным и Я. М. Свердловым. В 1913 году бежал вместе с арестованным с ним по одному делу И. М. Клейнером и, нанявшись в Архангельске кочегаром на британский пароход, прибыл в Лондон, затем переехал в Париж, путешествовал пешком по Германии. Затем нелегально вернулся в Россию, снова был арестован и сослан в Туруханский край (во время предварительного дознания содержался в одной камере с поэтом М. А. Хаимским).
Освобождён из ссылки в 1917 году после Февральской революции. Поселился в Керчи,  от Черноморского флота был направлен в Петроград делегатом на Первый съезд моряков. В 1918—1920 годах принимал участие в деятельности просоветского подполья в Одессе и в партизанском движении в Крыму, один из командиров Крымской повстанческой армии, начальник подрывных команд. Использользовал имена Алёша Буланов, Алёша Чёрный.
И. Д. Папанин, полярник, в годы революции подпольщик и партизан Крыма писал в мемуарах: "Поразительным бесстрашием даже среди подпольщиков отличался начальник подрывных команд Александр Петрович Улановский. Позднее он перешел на работу в ВЧК - ОГПУ, под его непосредственным руководством набирался опыта легендарный разведчик Рихард Зорге".
В 1921 году после Кронштадтского восстания Улановский был арестован в Одессе как анархист после выступления на митинге о том, что восстание вызвано неправильными действиями Советской власти, но через несколько дней был освобождён.

## Нелегал
С 1921 по 1924 год находился на нелегальной разведывательной работе в Германии по линии ВЧК. В 1921—1922 годах работал в Профинтерне, был одним из организаторов интерклубов Международного союза моряков и портовых рабочих.
С 1928 года стал сотрудником Разведывательного управления РККА. В 1929—1930 годах работал в Китае вместе с Рихардом Зорге. В 1930—1931 годах снова был разведчиком-нелегалом в Германии. В 1932—1934 годах был резидентом нелегальной разведки в США. Там с ним работал Уиттекер Чемберс — американский коммунист, порвавший в 1938 году с компартией и рассказавший о своей связи с советской разведкой.
В 1934—1935 годах руководил разведывательной сетью в Дании под видом гражданина США, в 1935 году был арестован и осуждён на 4 года за шпионаж. Провал Улановского связывается с неосторожным поведением его помощника американца Джорджа Минка. В 1936 году Улановский был освобождён досрочно и отбыл в Швецию, а оттуда — в СССР.

## Преподаватель
Преподавал в разведшколе, а с 1937 года — в военной академии им. Фрунзе. Капитан госбезопасности (31.1.1936)

## В ГУЛАГе
Когда в 1948 году была арестована его жена — Надежда Марковна Улановская, Александр Петрович написал письмо Сталину, где утверждал, что Надежда Марковна Улановская ни в чём перед советской властью не повинна, а также напоминал о совместных днях в Туруханской ссылке. Тем не менее это письмо никак участь Надежды Марковны не облегчило, а в 1949 году и сам Улановский был арестован и приговорён к 10 годам заключения в ГУЛАГе. Кроме самого Улановского и его жены наказание в ГУЛАГе также отбывала их дочь — Майя Александровна Улановская, присоединившаяся к леворадикальному антисталинскому «Союзу борьбы за дело революции». Улановский был освобождён по инвалидности в 1955 году и затем реабилитирован, в 1971 году умер в Москве от инфаркта.

## Семья
- Жена — разведчица Надежда (Эстер) Марковна Улановская (кодовое имя Элен, урождённая Фридгант, 1903—1986).
  - Дочь — Майя Александровна Улановская, переводчица, была замужем за историком литературы и переводчиком Анатолием Якобсоном.
    - Внук — Александр Якобсон, израильский историк, публицист и политик.

  - Дочь — Ирина Александровна Улановская (1937—1961), первая жена поэта Александра Тимофеевского[6].
    - Внук — Александр Тимофеевский-младший (1958—2020), кинокритик и журналист.
- Брат — Борис Ефимович (Бер Хайкелевич) Улановский (12 октября 1906, Кишинёв — ?), в РККА с 1927 года, полковник, во время Великой Отечественной войны — командир 526-гo стрелкового полка в составе 89-й Таманской Краснознамённой ордена Красной Звезды стрелковой дивизии; 22 апреля 1945 года был представлен к званию Героя Советского Союза[7].